# Домлян (язовир)
Домлян е язовир в Южна България.
Изграден 1964 година с дълбочина 42 м и дължина на короната 800 м преливник 80 м. Залята площ 1610 дка. Разположен е в област Пловдив, в непосредствена близост до село Домлян. Водоемът е захранван от река Свеженска, а бреговете му се мият в северния склон на Средна гора. Подходящ е за риболов, тъй като приютява: пъстърва, шаран, бабушка, толстолоб, каракуда, костур, лин, уклей, червеноперка, сом и черна мряна. Предлага и добри условия за водни спортове. Залятата му площ е 1680 декара.